# Svenja Huth
Svenja Huth (Alzenau, 1991. április 6. –) német női válogatott labdarúgó, aki jelenleg a VfL Wolfsburg játékosa.

## Pályafutása

### Klubcsapatokban
2005-ben, 14 évesen került az FFC Frankfurt ifjúsági csapatába. 2007. december 2-án mutatkozott be az első csapatban, Kerstin Garefrekest váltotta a második félidőre. 2009. május 10-én a TSV Crailsheim ellen 5–1-re megnyert bajnoki mérkőzésen megszerezte első két gólját. A 2015–16-os szezont már a Turbine Potsdam játékosaként kezdte meg. 2015. augusztus 28-án a Bayern München ellen debütált, a bajorok 3–1-re nyertek. 2018–19-ben a bajnokságban bronzérmet szerzett csapatával és bejelentette, hogy a szezon végeztével a VfL Wolfsburg együtteséhez szerződik.

### A válogatottban
A 2008-as U17-es női labdarúgó-Európa-bajnokságon, a 2010-es U20-as női labdarúgó-világbajnokságon, a 2012-es Algarve-kupán, a 2013-as női labdarúgó-Európa-bajnokságon és a 2016-os Olimpián aranyérmesként végzett a válogatottal.

#### Válogatott góljai
| #  | Időpont              | Helyszín                                | Ellenfél      | Gólok | Eredmény | Kiírás                                          |
| -- | -------------------- | --------------------------------------- | ------------- | ----- | -------- | ----------------------------------------------- |
| 1. | 2017. szeptember 16. | Audi-Sportpark, Ingolstadt, Németország | Szlovénia     | 1–0   | 6–0      | 2019-es női labdarúgó-világbajnokság selejtezők |
| 2. | 2017. november 24.   | Bielefeld, Németország                  | Franciaország | 2–0   | 4–0      | Barátságos mérkőzés                             |
| 3. | 2017. november 24.   | Bielefeld, Németország                  | Franciaország | 4–0   | 4–0      | Barátságos mérkőzés                             |
| 4. | 2018. június 10.     | Hamilton, Kanada                        | Kanada        | 1–0   | 3–2      | Barátságos mérkőzés                             |
| 5. | 2018. szeptember 1.  | Reykjavík, Izland                       | Izland        | 1–0   | 2–0      | 2019-es női labdarúgó-világbajnokság selejtezők |
| 6. | 2018. szeptember 1.  | Reykjavík, Izland                       | Izland        | 2–0   | 2–0      | 2019-es női labdarúgó-világbajnokság selejtezők |

## Sikerei, díjai

### Klubcsapatokban
- 1. FFC Frankfurt
  - Bundesliga: 2007–08
  - Német kupa: 2007–08, 2010–11, 2013–14
  - UEFA Női Bajnokok Ligája: 2007–08, 2014–15

### A válogatottban
- Németország U17
  - U17-es női labdarúgó-Európa-bajnokság: 2008
- Németország U20
  - U20-as női labdarúgó-világbajnokság: 2010
- Németország
  - Női labdarúgó-Európa-bajnokság: 2013
  - Algarve-kupa: 2012
  - Olimpia: 2016